# Luz Olveraová
Luz María Olveraová Suárezová (* 1. dubna 1994) je mexická zápasnice – judistka.

## Sportovní kariéra
S judem začala ve 7 letech v Pachuca de Soto. Vrcholově se připravuje v Ciudad de México ve sportovním tréninkovém centru CONADE pod vedením mexických a kubánských trenérů. V mexické ženské reprezentaci se pohybuje od roku 2013 v pololehké váze do 52 kg. Na podzim 2014 přerušila sportovní kariéru z důvodu mateřství. Do reprezentace se vrátila v závěru roku 2015 a již nestihla olympijskou kvalifikaci na olympijské hry v Riu v roce 2016.

### Vítězství na mezinárodních turnajích
- 2017 - 1x světový pohár (Cancun)

## Výsledky
| Olympijské hry          |     |     |   | —  |     |    |  |  |  |  |  |  |  |  |  |  |  |  |  |  |  |  |
| Mistrovství světa       | —   | úč. | — |    | úč. | —  |  |  |  |  |  |  |  |  |  |  |  |  |  |  |  |  |
| Panamerické hry         |     |     | — |    |     |    |  |  |  |  |  |  |  |  |  |  |  |  |  |  |  |  |
| Panamerické mistrovství | 2.  | úč. | — | 7. | 2.  | 3. |  |  |  |  |  |  |  |  |  |  |  |  |  |  |  |  |
| Středoamerické a k. hry |     | —   |   |    |     | 2. |  |  |  |  |  |  |  |  |  |  |  |  |  |  |  |  |
| MS juniorů              | úč. | —   |   |    |     |    |  |  |  |  |  |  |  |  |  |  |  |  |  |  |  |  |